# عبدالوهاب مددی
عبدالوهاب مددی (زاده ۱۹۳۹ در ولایت هرات) خواننده، آهنگساز، موسیقی‌دان و پژوهشگر موسیقی اهل افغانستان است. عبدالوهاب مددی از معدود پژوهشگران موسیقی افغانستان است او در این زمینه کتاب سرگذشت موسیقی افغانستان را نگاشته ‌است.

## زندگی‌نامه
عبدالوهاب مددی در سال ۱۹۳۹ در روستای ترکان سفلی، ولسوالی انجیل، ولایت هرات متولد شد. نام پدرش امیرمحمد و مادرش گوهرتاج بود. تحصیلات مکتب را در شهر هرات و لیسه (دبیرستان) را در شهر کابل به اتمام رساند. بعد از فراغت از لیسه در سال ۱۹۶۰ به استخدام اداره هواشناسی کابل در می‌آید و نزدیک به پنج سال در آنجا مشغول به کار می‌شود. پس از آن در سال ۱۹۶۴ در رادیو شروع به کار می‌کند. در سال ۱۹۶۵ بورسیه تحصیلی در زمینه خبرنگاری در کشور آلمان دریافت کرد. زمستان ۱۹۶۶ به کشور باز می‌گردد و بهار همان سال به حیث  مدیر موسیقی در رادیو تعیین می‌گردد.

عبدوالوهاب مددی در سال ۱۹۶۸ با دختر عمه خود ازدواج می‌کند که حاصل این ازدواج چهار فرزند، دو دختر و دو پسر است.

## فعالیت‌ها و آثار
خوانندگی سرود ملی افغانستان در سال ۲۰۰۶

## مهاجرت
عبدالوهاب مددی در سال ۱۹۹۲ در پی جنگ‌های داخلی افغانستان به ایران مهاجرت کرد و پس شش سال راهی کشور آلمان شد و در حال حاضر در شهر هامبورگ سکونت دارد.